# Robert John Maudsley
Robert John Maudsley (* 26. Juni 1953 in Liverpool) ist ein britischer Serienmörder. Er beging vier Mordtaten, davon drei an Mithäftlingen im Gefängnis, nachdem er für seinen ersten Mord zu einer lebenslangen Freiheitsstrafe verurteilt worden war.

## Leben
Maudsley wurde als viertes von zwölf Kindern in Liverpool geboren. Er wurde zusammen mit drei Geschwistern wegen „elterlicher Vernachlässigung“ in das von Nonnen betriebene katholische Waisenhaus „Nazareth House“ gebracht, wo er den Großteil seiner Kindheit verbrachte. Einige Jahre später wurde er zusammen mit seinen drei Geschwistern von seinen Eltern wieder nach Hause geholt.
Wie sich später herausstellte, wurde Maudsley von seinem Vater körperlich brutal misshandelt. Mit 16 Jahren lief er von zu Hause weg nach London, wo er drogenabhängig und wegen wiederholter Selbstmordversuche immer wieder in psychiatrischen Krankenhäusern untergebracht wurde. Dort teilte er den Ärzten mit, dass er wiederholt Stimmen in seinem Kopf wahrnehme, die ihm befehlen würden, seine Eltern zu töten. Um seine Drogensucht finanzieren zu können, bot er sich außerdem als „rent boy“ an, wobei er einen unbändigen Hass auf Pädophile entwickelte.
1974 ermordete er John Farrell, nachdem der ihm angeblich kinderpornographische Bilder zeigte und dabei richtete er ihn so zu, dass dieser „nicht mehr als Mensch zu erkennen war“. Er wurde wegen Mordes zu lebenslanger Haft verurteilt und wegen der Grausamkeit des Verbrechens in die Hochsicherheitsanstalt Broadmoor Hospital für psychisch gestörte Kriminelle verlegt. 1977 überfiel er mit einem Mitinsassen einen weiteren Häftling, der wegen sexuellen Kindesmissbrauchs verurteilt war, in dessen Zelle, wo sie ihn über neun Stunden lang folterten und dann töteten. Die in der Öffentlichkeit später kolportierte Behauptung, er habe das Gehirn seines Opfers gegessen, ist unzutreffend. Er bekam den Spitznamen Hannibal der Kannibale. Laut Autopsiebericht war der Schädel intakt und das Gehirn weitgehend unverletzt.
Aus Sicherheitsgründen wurde er dafür ins Wakefield-Gefängnis gebracht, wo er 1978 einen Mithäftling in seine Zelle lockte, ihm die Kehle durchschnitt und ihn unter seinem Bett versteckte. Danach schlich er sich in die Zelle eines weiteren Häftlings, hackte ihm den Schädel auf und stieß seinen Kopf mehrmals gegen die Zellenwand. Danach gestand er die Tat einem Vollzugsbeamten.
Maudsley wurde in Einzelhaft gesperrt und anschließend in eine für ihn speziell angefertigte Zelle im Keller des Gefängnisses verlegt. Dazu wurden zwei Zellen zusammengelegt (5,5 × 4,5 Meter) und mit Panzerglas ausgekleidet, um ihn beobachten zu können. Sein Essen und andere Gegenstände werden ihm durch eine speziell gesicherte Schleuse gereicht. Nur eine Stunde am Tag darf er die Zelle in Begleitung von sechs Vollzugsbeamten verlassen, um einen streng überwachten 20 Fuß (6 Meter) langen und 12 Fuß (3,65 Meter) breiten Gang abzulaufen, wobei ihm jeglicher Kontakt mit anderen Gefangenen verboten ist.
Nach 23 Jahren in Einzelhaft sorgte Maudsley im Jahr 2000 mit einer Reihe von Briefen an die London Times für Aufsehen, in welchen er sich über seine Haftbedingungen beklagte und um CDs mit klassischer Musik, ein Fernsehgerät, Bilder, Körperpflegeartikel und einen Wellensittich bat sowie alternativ, falls all dies nicht möglich sei, um eine Zyankalikapsel, um Suizid begehen zu können.
Anfang 2023 war Robert John Maudsley nach Presserecherchen der Mensch mit der am längsten in Einzelhaft verbrachten Zeit. Mit 45 Jahren in Isolationshaft hatte er die 43 Jahre des Amerikaners Albert Woodfox übertroffen, der 2022 verstorben war.

## Künstlerische Rezeption

### Musik
- Epicedium: Delicious Brain Surgery (auf dem Konzeptalbum Anthropogenic, 2012)